# Играј и победи
Играј и победи је песма групе ТХЦФ из 2014. године.

## Информације
Ова песма постаје својеврсна химна свих српских кошаркашких репрезентативаца и често се пева на дочецима испред Скупштине у Београду након успеха на светским и европским такмичењима.
Текст говори о узбуђењу и страсти навијача који сањају о победи на кошаркашком терену. Донеси кући злато што се злато / Да наша земља опет буде првак света се односи на освајање светског шампионата 2002. године у Индијанаполису, када је последњи пут до данас Србија освојила злато у кошарци.
Музички спот за песму приказује утакмице тадашње генерације српске кошаркашке репрезентације (Стефан Јовић, Богдан Богдановић, Милош Теодосић, Мирослав Радуљица, Ненад Крстић, Марко Симоновић, Стефан Бирчевић, Немања Бјелица, Никола Калинић, Рашко Катић, Стефан Марковић, Владимир Штимац) и тадашњег селектора Салета Ђорђевића.
Једна епизода из 2023. године серијала Државни посао носи име Играј и победи, у епизоди учествују навијачи српске кошаркашке репрезентације који у том тренутку бодре кошаркаше у Манили током Светског првенства.

## Настанак песме
Наши кошаркаши су добили песму која је требало да им буде „химна” током турнира, али им се никако није допала. Рашко Катић је познавао момке из ТХЦ-а и заједно са Мирославом Радуљицом, док су боравили у Вршцу како би се припремили за такмичење, одлучује да их замоли да направе песму која ће их пратити кроз светски шампионат у Шпанији 2014. године. ТХЦФ одмах пристаје и песма је настаје за дан. Кошаркаши Србије на крају светског првенства освајају сребрну медаљу, након изгубљене утакмице од САД-а. Месец дана након настанка иста песма се певала са балкона када су репрезентативци дочекани.
Припала нам је част, на позив наших репрезентативаца, да урадимо мотивациону химну која ће бодрити наше кошаркаше на мундобаскету. Кошаркаши хвала вам на указаном поверењу.— ТХЦ Фамилија
Једна епизода из 2023. године серијала Државни посао носи име Играј и победи, у епизоди учествују навијачи српске кошаркашке репрезентације који у том тренутку бодре кошаркаше у Манили током Светског првенства.